# Schnottwil

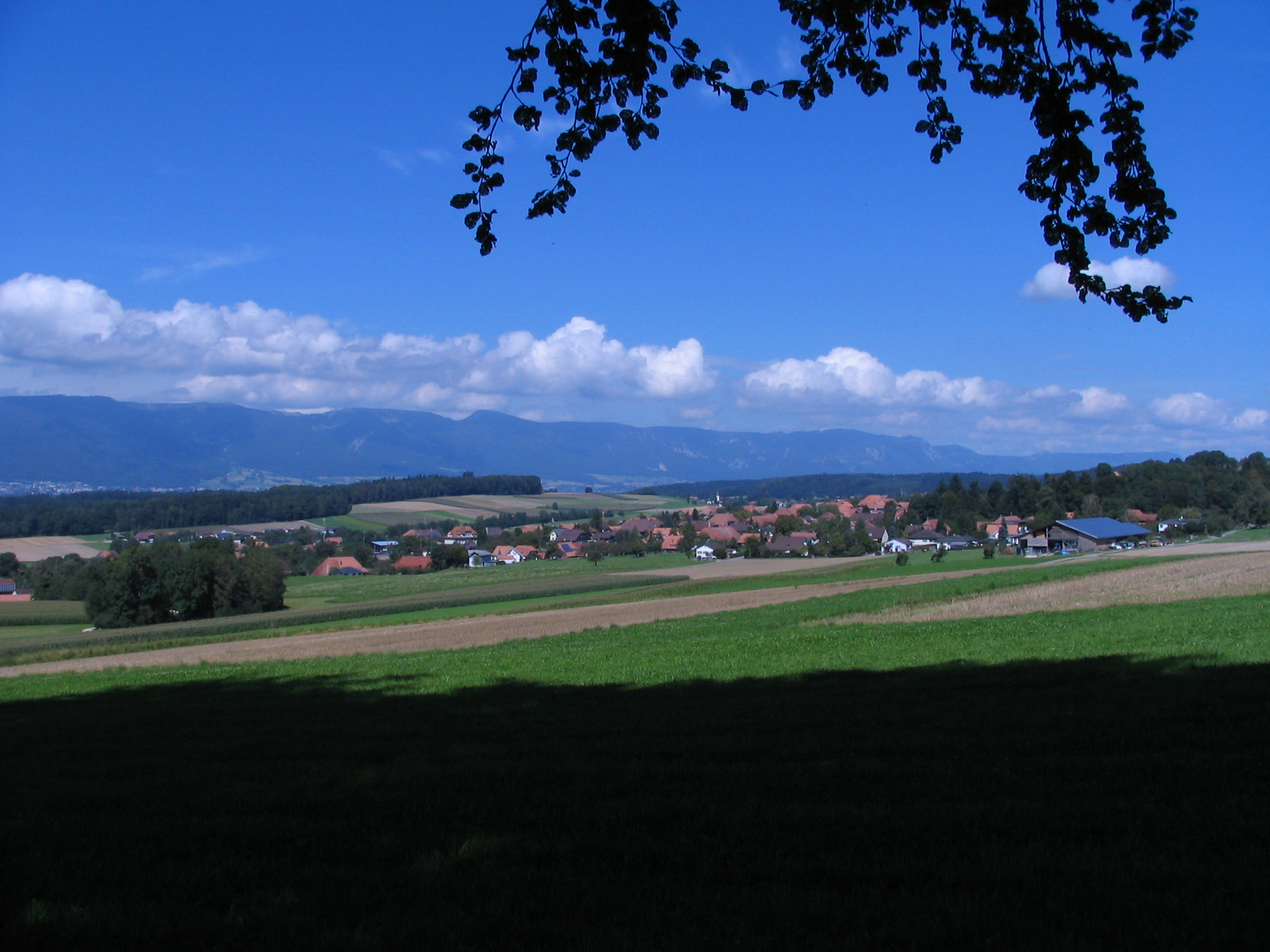
Das Dorf Schnottwil und im Hintergrund der Jura

Schnottwil ist eine Einwohnergemeinde sowie Bürgergemeinde im  Schweizer Kanton Solothurn. Sie liegt im Bezirk Bucheggberg.

## Geographie
Schnottwil liegt auf 502 m ü. M., 16 km südwestlich des Kantonshauptortes Solothurn (Luftlinie). Das Haufendorf erstreckt sich an aussichtsreicher Lage am Westabhang des Bucheggberges, beidseits des Illigrabenbachs, eines Quellbachs des Eichibachs, im äussersten Südwesten des Solothurner Mittellandes.
Die Fläche des 7,2 km² grossen Gemeindegebiets umfasst einen Abschnitt der Molassehöhen des Bucheggberges. Im Nordwesten hat das Gebiet Anteil an der breiten Talsenke des Eichibachs (Zufluss der Alten Aare), die sich gegen Westen zum Berner Seeland hin öffnet. Von dieser Talebene mit den Fluren Rütenen und Eimatten am Südfuss des Städtibergs erstreckt sich der Gemeindeboden nach Südosten über den sanft ansteigenden Hang von Schnottwil bis auf die Hochfläche des Bucheggberges mit dem Quellgebiet des Eichibachs. Dieses Hochland mit dem Spishubel (557 m ü. M.) und der Höhe von Schoren (bis 590 m ü. M.) fällt gegen Süden mit einem dicht bewaldeten Steilhang (Oberwald und Kriegacher) zur Ebene des Limpachtals ab und ist durch das Erosionstälchen eines Seitenbachs des Limpachs untergliedert. Die südliche Gemeindegrenze bildet die Strasse, welche entlang des Nordrandes der Limpachebene verläuft. Mit 597 m ü. M. wird oberhalb des Aspiwäldchens östlich von Schnottwil die höchste Erhebung der Gemeinde erreicht. Von der Gemeindefläche entfielen 1997 8 % auf Siedlungen, 32 % auf Wald und Gehölze und 60 % auf Landwirtschaft.
Zu Schnottwil gehören der Weiler Chappeli (507 m ü. M.) am Hang nordöstlich des Dorfes sowie einige Einzelhöfe. Nachbargemeinden von Schnottwil im Uhrzeigersinn begonnen im Osten sind Biezwil und Messen im Kanton Solothurn sowie Wengi, Diessbach bei Büren, Büren an der Aare und Oberwil bei Büren im Kanton Bern.

## Bevölkerung
Mit 1150 Einwohnern (Stand 31. Dezember 2023) gehört Schnottwil zu den kleineren Gemeinden des Kantons Solothurn. Von den Bewohnern sind 95,7 % deutschsprachig, 1,3 % französischsprachig und 0,9 % sprechen Albanisch (Stand 2000). Die Bevölkerungszahl von Schnottwil belief sich 1850 auf 660 Einwohner, 1900 auf 633 Einwohner. Im Verlauf des 20. Jahrhunderts blieb die Bevölkerungszahl relativ konstant im Bereich zwischen 600 und 660 Einwohnern. Erst seit 1985 (686 Einwohner) wurde eine deutliche Bevölkerungszunahme verzeichnet.

## Behörden
Der Gemeinderat besteht aus sieben Mitgliedern und einem Suppleant. Der Gemeindepräsident Martin WILLI wurde am 13. Juni 2021 ins Amt gewählt.

## Wirtschaft
Schnottwil war bis Mitte des 20. Jahrhunderts ein vorwiegend durch die Landwirtschaft geprägtes Dorf. Die Wasserkraft des Dorfbachs wurde früher für den Betrieb von Mühlen und einer Ölmühle genutzt. Noch heute haben der Ackerbau und der Obstbau sowie die Viehzucht einen gewissen Stellenwert in der Erwerbsstruktur der Bevölkerung. Zahlreiche weitere Arbeitsplätze sind im lokalen Kleingewerbe und im Dienstleistungssektor vorhanden. In Schnottwil sind Betriebe des Bau- und Transportgewerbes, der Präzisionsmechanik, des Maschinenbaus, der Holzverarbeitung, der Informatik und der Elektrobranche sowie weitere feinmechanische Werkstätten vertreten. In den letzten Jahrzehnten hat sich das Dorf dank seiner attraktiven Lage auch zu einer Wohngemeinde entwickelt. Viele Erwerbstätige sind deshalb Wegpendler, die hauptsächlich in den Regionen Biel, Lyss und Solothurn arbeiten.

## Verkehr
Die Gemeinde ist verkehrsmässig recht gut erschlossen. Sie liegt am Kreuzungspunkt der Hauptstrassen von Zollikofen nach Büren an der Aare und von Lyss nach Lohn-Ammannsegg. Die nächsten Anschlüsse an die Autobahnen A5 (Solothurn-Biel) und A6 (Bern-Biel) befinden sich jeweils rund 7 km vom Ortskern entfernt. Durch die Postautokurse, welche die Strecken von Lyss nach Schnottwil, vom Bahnhof Lohn-Lüterkofen nach Schnottwil und von Solothurn via Büren an der Aare nach Zollikofen bedienen, sowie durch den Rufbus Bucheggberg ist das Dorf an das Netz des öffentlichen Verkehrs angeschlossen.

## Geschichte
Die erste urkundliche Erwähnung des Ortes erfolgte 1261 unter dem Namen Snotwile. Später erschienen die Schreibungen Snotenwiler (1264), Snottwil (1377) und Schnottwil (1398). Der Ortsname geht auf den Personennamen Snoto zurück und bedeutet mit der Ortsnamensendung -wil so viel wie «bei den Höfen des Snoto».
Seit dem Mittelalter unterstand Schnottwil der Herrschaft Buchegg, die Teil der Landgrafschaft Burgund war. Auch die Klöster Frienisberg und Fraubrunnen hatten reichen Grundbesitz auf dem Gemeindegebiet. Die Herrschaft wurde 1391 von Solothurn erworben und zur Vogtei Bucheggberg umgewandelt, womit Schnottwil solothurnisch wurde.
Bis 1798 lag die hohe Gerichtsbarkeit beim bernischen Landgericht Zollikofen, während Schnottwil die Funktion als einer der vier Gerichtsorte in der Vogtei ausübte. Nach dem Zusammenbruch des Ancien Régime (1798) gehörte das Dorf während der Helvetik zum Distrikt Biberist und ab 1803 zum Bezirk Bucheggberg. Infolge mehrerer trockener Jahre, welche zu einer Nahrungsmittelknappheit führten, wanderten um die Mitte des 19. Jahrhunderts viele Dorfbewohner nach Amerika aus.

## Sehenswürdigkeiten
Im alten Ortskern sind einige charakteristische Bauernhäuser (Fachwerkbauten) aus dem 18. und 19. Jahrhundert erhalten. Das ehemalige Schulhaus mit seinem Glockentürmchen am Dorfplatz stammt von 1820 und wurde 1975 restauriert. Die alte Ölmühle wurde ebenfalls restauriert und mit einem neuen Wasserrad ausgestattet. Schnottwil besitzt keine eigene Kirche; es gehört zur Pfarrei Oberwil bei Büren. Von der früher existierenden Kapelle sind noch einige Mauerreste beim Gasthof Krone sichtbar.
Am östlichen Dorfrand befindet sich das Naturschutzgebiet Steigrüebli. Dieser Steinbruch diente ab dem 15. Jahrhundert zum Abbau von Muschelkalkstein, wobei hauptsächlich Mühlsteine hergestellt wurden.

## Persönlichkeiten
- Ernst Ramser (1894–1963), Kulturingenieur, Bodenkundler und Hochschulprofessor
- Marc Reist (* 1960), Bildhauer und Maler
- Tony Rominger (* 1961), Radrennfahrer, Sieger Giro d’Italia, Stundenweltrekord

## Wappen
Blasonierung
In Rot gelber, aufrecht stehender Dreispiess, als Hinweis auf die frühere Abhängigkeit vom Spital in Bern